# Campeonato Panamericano Junior de Hockey Sobre Césped Femenino de 2000
El Campeonato Panamericano Junior de Hockey Sobre Césped Femenino de 2000 fue la cuarta edición del torneo continental para menores de 21 años. Se realizó en Bridgetown, Barbados entre el 13 y el 23 de abril de 2000.
Los tres equipos mejor ubicados lograron clasificar a la Copa Mundial Junior de 2001.

## Primera fase

### Grupo A
| Equipo         | J | G | E | P | GF | GC | DIF | Pts |
| -------------- | - | - | - | - | -- | -- | --- | --- |
| Estados Unidos | 3 | 3 | 0 | 0 | 17 | 2  | +15 | 9   |
| Canadá         | 3 | 2 | 0 | 1 | 13 | 5  | +8  | 6   |
| Barbados       | 3 | 1 | 0 | 2 | 2  | 8  | -6  | 3   |
| Venezuela      | 3 | 0 | 0 | 3 | 1  | 18 | -17 | 0   |

|  | Avanzaron a las semifinales. |  | Jugaron del 5º al 8º puesto. |

| 13 de abril de 2000 | Canadá | 9:0 | Venezuela |  |  |

| 14 de abril de 2000 | Barbados | 0:5 | Estados Unidos |  |  |

| 15 de abril de 2000 | Venezuela | 1:2 | Barbados |  |  |

| 16 de abril de 2000 | Estados Unidos | 5:2 | Canadá |  |  |

| 17 de abril de 2000 | Estados Unidos | 7:0 | Venezuela |  |  |

| 19 de abril de 2000 | Barbados | 0:2 | Canadá |  |  |

### Grupo B
| Equipo            | J | G | E | P | GF | GC | DIF | Pts |
| ----------------- | - | - | - | - | -- | -- | --- | --- |
| Argentina         | 4 | 4 | 0 | 0 | 42 | 1  | +41 | 12  |
| Chile             | 4 | 3 | 0 | 1 | 13 | 7  | +6  | 9   |
| Trinidad y Tobago | 4 | 2 | 0 | 2 | 4  | 15 | -11 | 6   |
| Bermudas          | 4 | 1 | 0 | 3 | 2  | 19 | -17 | 3   |
| México            | 4 | 0 | 0 | 4 | 1  | 20 | -19 | 0   |

|  | Avanzaron a las semifinales. |  | Jugaron del 5º al 8º puesto. |  | Quedó en el 9º puesto. |

| 13 de abril de 2000 | Trinidad y Tobago | 0:12 | Argentina |  |  |

| 13 de abril de 2000 | Bermudas | 0:7 | Chile |  |  |

| 14 de abril de 2000 | Chile | 1:0 | Trinidad y Tobago |  |  |

| 14 de abril de 2000 | México | 0:1 | Bermudas |  |  |

| 15 de abril de 2000 | Argentina | 13:0 | México |  |  |

| 16 de abril de 2000 | Chile | 1:7 | Argentina |  |  |

| 16 de abril de 2000 | Bermudas | 1:2 | Trinidad y Tobago |  |  |

| 17 de abril de 2000 | México | 0:4 | Chile |  |  |

| 18 de abril de 2000 | Trinidad y Tobago | 2:1 | México |  |  |

| 19 de abril de 2000 | Argentina | 10:0 | Bermudas |  |  |

## Fase final

### Cruces del 5º al 8º puesto
| 20 de abril de 2000 | Barbados | 2:0 | Bermudas |  |  |

| 20 de abril de 2000 | Trinidad y Tobago | (Avanzó TRI) | Venezuela |  |  |

### Séptimo puesto
| 22 de abril de 2000 | Bermudas | 1:3 | Venezuela |  |  |

### Quinto puesto
| 22 de abril de 2000 | Barbados | 1:1 (p.s 2:1) | Trinidad y Tobago |  |  |

### Semifinales
| 20 de abril de 2000 | Estados Unidos | 4:1 | Chile |  |  |

| 20 de abril de 2000 | Argentina | 8:0 | Canadá |  |  |

### Tercer Puesto
| 23 de abril de 2000 | Canadá | 0:0 (p.s 3:2) | Chile |  |  |

### Final
| 23 de abril de 2000 | Argentina | 5:0 | Estados Unidos |  |  |

| Bandera de Argentina |
| Campeón Argentina    |
| Cuarto título        |

## Posiciones
| Posición | Equipo            |
| -------- | ----------------- |
| 1        | Argentina         |
| 2        | Estados Unidos    |
| 3        | Canadá            |
| 4        | Chile             |
| 5        | Barbados          |
| 6        | Trinidad y Tobago |
| 7        | Venezuela         |
| 8        | Bermudas          |
| 9        | México            |